# 17 (canción de Sky Ferreira)
«17» es una canción escrita por la cantautora, modelo y actriz Sky Ferreira junto con Daniel Lutrell y Carol Lamere. Lanzada como el primer sencillo promocional de su álbum debut (Night Time, My Time), contiene ritmos synthpop y electropop. Fue lanzado para descarga digital en iTunes el 18 de mayo de 2010.

## Recepción comercial
En los Estados Unidos, el sencillo fue éxito en el top 100 en la tienda virtual iTunes, mientras que también se ubicó dentro de lo más descargado en Reino Unido y Canadá. Pese a ello, no alcanzó a entrar en las principales listas de cada país.

## Vídeo musical
Sky quiso grabar un vídeo musical para el sencillo, ya que se esperaba que fuese el primer sencillo de su álbum debut. Fue dirigido por Cass Bird y tuvo su estreno el 6 de abril de 2010 en la cuenta de YouTube de Parlophone.

### Trama
En él, se cuenta la historia de aquellos jóvenes adolescentes bohemios, que hacen lo que quieran en sus vidas sin importar lo que digan las personas que se encuentran en su alrededor.

## Formatos
| Descarga digital |                     |          |  |
| N.º              | Título              | Duración |  |
| 1.               | «17» (Main Version) | 3:51     |  |

| Descarga digital - Official Remix |                         |          |  |
| N.º                               | Título                  | Duración |  |
| 1.                                | «17» (Cory Enemy Remix) | 5:25     |  |